# Vũ Hữu Tài
Vũ Hữu Tài là một tướng lĩnh của lực lượng Công an nhân dân Việt Nam với quân hàm Thiếu tướng. Ông hiện giữ chức vụ Phó Chánh Văn phòng Bộ Công an.

## Tiểu sử
Vũ Hữu Tài là đảng viên Đảng Cộng sản Việt Nam.
Tháng 7 năm 2015, Vũ Hữu Tài là Đại tá, Phó Cục trưởng Cục A72, Bộ Công an.
Từ tháng 12 năm 2019 đến tháng 3 năm 2020, Vũ Hữu Tài là Đại tá, Phó Chánh Văn phòng Đảng ủy Công an Trung ương, Phó Chánh Văn phòng Bộ Công an.
Tháng 6 năm 2020, Vũ Hữu Tài là Thiếu tướng, Phó Chánh văn phòng Đảng ủy Công an Trung ương, Phó Chánh văn phòng Bộ Công an.

## Lịch sử thụ phong quân hàm
| Năm thụ phong | –      | 2020        |
| ------------- | ------ | ----------- |
| Quân hàm      |        |             |
| Cấp bậc       | Đại tá | Thiếu tướng |